# Fædreland (film)
Fædreland er en dansk børnefilm fra 2017 instrueret af Ulaa Salim.

## Handling
Efter en mislykket tilværelse i Danmark med en hård skilsmisse og mistet kontakt til sin søn, er Hassan flyttet tilbage til sit fædreland i Jordan. Her får han besøg af sin søn under påskud af, at Hassan har brug for hjælp til at klare rejsen retur til Danmark. Dette møde er en fars sidste håb om forsoning med sin søn.

## Medvirkende
- Imad Abul-Foul
- Hadi Ka-Koush